# Magyar János (autóversenyző)
Magyar János (Vác, 1995. október 23. –) magyar autóversenyző, hatszoros magyar bajnok formaautó-versenyző, az FIA Közép-Európai Zónabajnokság kétszeres bajnoka.

## Pályafutása
Pályafutását 2013-ban a Magyar Gyorsasági Bajnokságban kezdte egy 1.2-es Forma BMW-vel. 2014-ben ugyanebben a sorozatban folytatta. Mind a kétszer kategóriagyőztesként zárta az évet. 
2015-ben autót és kategóriát váltott. A Formula Master Tatuus Honda volánja mögött megnyerte a magyar abszolút bajnoki címet. 

### Nemzetközi pályafutás
2016-ban megnyerte az ESET V4 Kupa Formula Master kategóriáját. 2017-ben az FIA által is elismert Közép-Európai Zónabajnokság győztese lett . 2018-ban a szezon hatodik futamát technikai hiba miatt feladni kényszerült. Ez el is döntötte a bajnokság sorsát. Az FIA CEZ 2. helyezettje lett. 2019-ben egy szoros szezon után újra az FIA Közép-Európai Zónabajnokság  bajnoka lett.  

## Eredmények
| SZEZON | SOROZAT                         | VERSENYEK | HELYEZÉS |
| ------ | ------------------------------- | --------- | -------- |
| 2013   | Magyar Gyorsasági Bajnokság     | 11        | 1.       |
| 2014   | Magyar Gyorsasági Bajnokság     | 11        | 1.       |
| 2015   | Magyar Gyorsasági Bajnokság     | 11        | 1.       |
| 2016   | Eset V4 Cup                     | 6         | 1.       |
| 2017   | FIA Közép-Európai Zónabajnokság | 10        | 1.       |
|        | ESET V4 Cup                     | 10        | 1.       |
|        | Magyar Gyorsasági Bajnokság     | 12        | 1.       |
| 2018   | FIA Közép-Európai Zónabajnokság | 8         | 2.       |
|        | Magyar Gyorsasági Bajnokság     | 11        | 1.       |
| 2019   | FIA Közép-Európai Zónabajnokság | 8         | 1.       |
|        | Eset V4 Cup                     | 11        | 2.       |
| 2020   | Magyar Gyorsasági Bajnokság     | 8         | 1.       |